# Mylabris elongata
Mylabris elongata là một loài bọ cánh cứng trong họ Meloidae. Loài này được Herbst miêu tả khoa học năm 1784.